# ده فرمان (فیلم ۲۰۰۷)
ده فرمان (انگلیسی: The Ten Commandments) یک فیلم انیمیشن فانتزی حماسی درام تاریخی به کارگردانی جان استروناخ و بیل بویس و نویسندگی اد ناها است که در سال ۲۰۰۷ منتشر شد. این فیلم زندگی حضرت موسی را از کودکی به عنوان فرزند خوانده فرعون تا بزرگسالی به عنوان برگزیده و رهایی‌بخش قومش دنبال می‌کند.
در این فیلم با روایت بن کینگزلی، کریستین اسلیتر در نقش موسی، آلفرد مولینا در نقش رامسس دوم و الیوت گولد در نقش خدا بازی می‌کنند. این فیلم در ۱۹ اکتبر ۲۰۰۷ با نقدهای منفی به نمایش درآمد، با انتقاداتی که نسبت به انیمیشن، فیلمنامه، طرح داستان، صداگذاری و نادرستی در کتاب مقدس وجود داشت. همچنین یک شکست در باکس آفیس بود و تنها ۱ میلیون دلار در مقابل بودجه ۱۰ میلیون دلاری فروخت.

## بازخوردها

### گیشه
این فیلم در ۸۳۰ سینما در ایالات متحده اکران شد و در آخر هفته افتتاحیه ۴۷۸٫۹۱۰ دلار فروخت. این فیلم در نهایت به فروش ۹۵۲٫۸۲۰ دلاری در ایالات متحده و ۹۹٫۰۸۷ دلاری در جاهای دیگر دست یافت که در مجموع به ۱٫۰۵۱٫۹۰۷ دلار رسید.

### واکنش انتقادی
در متاکریتیک، فیلم بر اساس ۶ منتقد، میانگین وزنی ۲۵ از ۱۰۰ امتیاز را دارد که نشان‌دهنده «بررسی‌های عموماً نامطلوب» است.